# ヴィッラピアーナ
ヴィッラピアーナ（イタリア語: Villapiana）は、イタリア共和国カラブリア州コゼンツァ県にある、人口約5,400人の基礎自治体（コムーネ）。

## 地理

### 位置・広がり

#### 隣接コムーネ
隣接するコムーネは以下の通り。
- カッサーノ・アッロ・イオーニオ
- チェルキアーラ・ディ・カラーブリア
- フランカヴィッラ・マリッティマ、
- プラータチ
- トレビザッチェ

## 行政

### 分離集落
ヴィッラピアーナには、以下の分離集落（フラツィオーネ）がある。
- Centro, Lido, Scalo